# Jimmy Buffington
James Lawrence „Jimmy“ Buffington (* 15. Mai 1922 in Jersey Shore, Pennsylvania; † 20. Juli 1981 in Englewood, New Jersey) war ein amerikanischer Jazz-Waldhornist. Bekannt wurde er durch sein Spiel in den Bands von Gil Evans, Quincy Jones und Oliver Nelson.

## Leben
Als Autodidakt spielte Buffington Flügelhorn schon seit seiner Schulzeit. 1954 begann er bei Mel Powell, 1956 im Teddy Charles Tentet. In dieser Zeit war er an den Third-Stream-Aufnahmen von Gunther Schuller, John Lewis, George Russell und Charles Mingus (Music for Brass, 1956; Modern Jazz Concert, 1957) beteiligt. Er gehörte später zu dem Kreis von Musikern wie Urbie Green, Jimmy Cleveland, Ernie Royal, Britt Woodman, Don Butterfield und anderen, die in den 1960er und frühen 1970er Jahren in Big-Band-Formationen von Donald Byrd, John Coltrane, Gil Evans, Dizzy Gillespie, J. J. Johnson, Quincy Jones, Michel Legrand, Lee Morgan, Paul Desmond, Eddie Sauter und Oliver Nelson sowie im Thad Jones/Mel Lewis Orchestra mitwirkten. So spielte er bei Miles Davis 1957, als dieser mit dem Gil-Evans-Orchester Miles Ahead aufnahm; auch an dem Sketches of Spain wirkte Buffington mit. Beim Einspielen von Gil Evans legendärem Big-Band-Album The Individualism of Gil Evans (1963/64) war er ebenfalls beteiligt. Außerdem spielte Buffington auf Platten von Wes Montgomery, Jimmy Smith, dem Modern Jazz Quartet und Grover Washington Jr. mit.
In den 1970er Jahren entstanden noch Aufnahmen mit Freddie Hubbard (First Light), Gato Barbieri und George Benson. 1980 wirkte er an Helen Merrills Album Casa Forte mit.

## Diskografie (Auswahl)
- Mel Powell: Easy Swing (Vanguard, 1954) mit Mundell Lowe
- John Coltrane: Africa/Brass (Impulse! Records, 1961)
- Dizzy Gillespie: Carnegie Hall Concert (Verve Records, 1961)
- Gil Evans: The Individualism of Gil Evans (Verve, 1964)
- Stan Getz, Eddie Sauter: Mickey One (MGM Records, 1965)
- J. J. Johnson: The Total J.J. Johnson (RCA Victor, 1967)
- Miles Davis & Gil Evans Orchestra:
  - Miles Ahead, 1957
  - Sketches of Spain, 1960
  - Quiet Nights, 1963 (alle bei Columbia Records)